# AgD Ceuta
Az AgD Ceuta, teljes nevén Agrupación Deportiva Ceuta egy már megszűnt spanyol labdarúgócsapat. A klubot 1970-ben alapították, huszonegy évvel később szűnt meg.

## Statisztika
| Szezon  | Osztály | Poz. | Copa del Rey |
| ------- | ------- | ---- | ------------ |
| 1970/71 | 3ª      | 6.   |              |
| 1971/72 | 3ª      | 9.   |              |
| 1972/73 | 3ª      | 12.  |              |
| 1973/74 | 3ª      | 15.  |              |
| 1974/75 | 3ª      | 8.   |              |
| 1975/76 | 3ª      | 6.   |              |
| 1976/77 | 3ª      | 2.   |              |
| 1977/78 | 2ªB     | 3.   |              |
| 1978/79 | 2ªB     | 3.   |              |
| 1979/80 | 2ªB     | 2.   |              |
| 1980/81 | 2ª      | 20.  |              |

| Szezon  | Osztály | Poz. | Copa del Rey |
| ------- | ------- | ---- | ------------ |
| 1981/82 | 2ªB     | 5.   |              |
| 1982/83 | 2ªB     | 9.   |              |
| 1983/84 | 2ªB     | 9.   |              |
| 1984/85 | 2ªB     | 10.  |              |
| 1985/86 | 2ªB     | 4.   |              |
| 1986/87 | 2ªB     | 19.  |              |
| 1987/88 | 2ªB     | 5.   |              |
| 1988/89 | 2ªB     | 2.   |              |
| 1989/90 | 2ªB     | 5.   |              |
| 1990/91 | 2ªB     | 7.   |              |

## Ismertebb játékosok
- Francisco Conejo
- Jesús Hierro
- Claudio Barragán
- Endika Guarrotxena
- José Luis Burgueña
- Ignacio Ocenda
- Jorge Antelo
- Julio Soler
- Paco Muñoz
- Angelo
- José Crespí